# Désert de Jean-Jacques Rousseau
Le Désert de Jean-Jacques Rousseau est une courte vallée sèche de France située en Isère, au-dessus de Grenoble, sur la commune de Seyssinet-Pariset, sur les contreforts du massif du Vercors, dominé par la tour sans Venin. Avec le Désert de l'Écureuil et la combe Vallière, il forme un ensemble de trois gorges qui se seraient formées par le passage des eaux du Drac, dévié vers l'ouest contre le massif du Vercors par les glaciers de l'Isère et de la Romanche au cours des glaciations du Quaternaire.
Son nom lui vient du séjour à Grenoble durant l'été 1768 de Jean-Jacques Rousseau où le philosophe venait cueillir des plantes à cet endroit.
Facilement accessible par la route menant à Saint-Nizier-du-Moucherotte, le site est un lieu de détente régulièrement cité dans les guides touristiques du XIXe siècle,, avec des espaces de pique-nique (feux et barbecues interdits - barbecues à gaz autorisés) et de balade car menant notamment au bois des Vouillants.